# 懶得再戀愛
《懶得再戀愛》是許秋怡的第二張國語大碟，也是她最後一張專輯，在1997年1月推出。專輯的第一主打歌《懶得再戀愛》洗去她上張大碟《傻的可以》的幽怨形象，而第二主打歌則是《關了燈就走》。

## 曲目
| 曲序 | 曲名                     | 曲     | 詞     | 編曲   | 附註       |
| 01   | 懶得再戀愛               | 林漢洋 | 何啟弘 | 陳飛午 | 第一主打歌 |
| 02   | 雲是老了的風（莫凡合唱） |        |        | 陳飛午 | 第三主打歌 |
| 03   | 鬧鐘                     | 劉奕洲 | 鄧碧清 | 錢幽蘭 |            |
| 04   | 情慾                     | 李明聰 | 李明聰 | 劍二   |            |
| 05   | 一知半解                 | 周博華 | 何啟弘 | 洪晟文 |            |
| 06   | 關了燈就走               | 黃麗星 | 林明樺 | 陳飛午 | 第二主打歌 |
| 07   | 握沙                     | 陳曉娟 | 陳曉娟 | 陳飛午 |            |
| 08   | 該不該讓你知道           | 林明樺 | 林明樺 | 陳飛午 |            |
| 09   | 情願讓你飛               | 黃中原 | 黃中原 | 錢幽蘭 |            |
| 10   | 想好好愛一場             | 莫凡   | 鄧碧清 | 錢幽蘭 |            |

## 唱片版本
- CD版